# Rewrite (曲)
「Rewrite」（リライト）は、サイキックラバーの19枚目のシングル。2011年5月27日にKey Sounds Labelから発売された。

## 概要
本作はKeyから2011年6月24日に発売されたゲーム『Rewrite』の2ndオープニングテーマになっており、ゲーム発売に先駆けて先行発売された。

## 収録曲
1. Rewrite
歌：サイキックラバー、作詞・作曲：YOFFY、編曲：大石憲一郎
2. Rewrite -Game size Ver.-
3. Rewrite -off vocal Ver.-
4. Rewrite -Instrumental Ver.-

## 参加メンバー
- ボーカル：YOFFY
- ギター：IMAJO
- ベース：田中亮輔
- ドラム：野口広明
- コーラス：柴田浩之